# Pěší turistika
Pěší turistika je základním druhem turistiky. Spočívá ve využití chůze ke krátkodobému volnočasovému cestování a poznávání prostředí, krajiny, památek, zvyků a lidí. Výhodami pěší formy turistiky jsou úzký kontakt s přírodou, bezpečnost, nenáročnost na vybavení a otevřenost zájemcům bez rozdílu věku a fyzické kondice.
Pěší turistiku lidé obvykle praktikují za účelem posilování tělesné zdatnosti či pro duševní odpočinek. V některých oblastech a dobách se však lidé přesunují pěšky po krajině i za účelem objevování, hledání živobytí, útěku či obchodu – v takovém případě se hovoří o migraci.
Oblíbenými destinacemi pro pěší turistiku jsou horské regiony, ale obecně kvete všude, kde je zajímavá příroda. Orientaci turistů při pohybu v krajině napomáhá turistické značení.